# 우산물통이
우산물통이는 주로 한국과 일본에 분포하는 여러해살이풀로서 산지에서 자란다. 높이 15~30cm이고 잎은 어긋나서 2줄로 배열하고 찌그러진 난형이며 끝이 고리처럼 길고 톱니가 약간 있다. 꽃은 4~6월에 피고 2가화이며 잎겨드랑이에서 자라는 산형꽃차례에 달린다. 수꽃은 꽃덮이와 수술이 4개씩이고, 암꽃은 3개의 꽃덮이 조각과 1개의 암술이 있다. 가을이 되면 마디가 굵어져서 주아상(珠芽狀)으로 되어 마디마디가 갈라져서 땅에 떨어지면 싹이 나온다.